# Opticky anizotropní látka

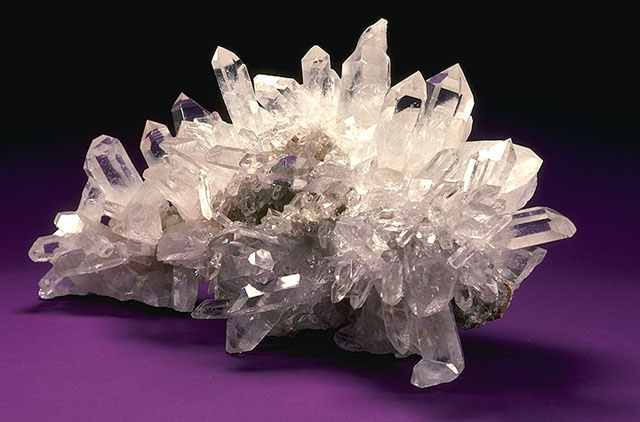
Křemen, příklad jednoosého anizotropního minerálu

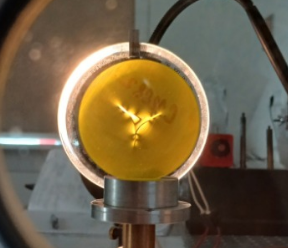
Monokrystal yttrito-hlinitého granátu s vnitřním pnutím umístěný mezi zkříženými polarizátory. Pnutí v materiálu způsobuje optickou anizotropii. Slabý dvojlom materiálu je v polarizovaném světle viditelný.

Opticky anizotropní jsou látky, které mají v různých směrech různé optické vlastnosti. Opakem jsou látky izotropní. Opticky anizotropních je mnoho krystalických pevných látek, výjimku tvoří jen ty, které krystalizují v kubické soustavě. Do této skupiny obecně nepatří amorfní látky (například sklo). Někdy se opticky anizotropní látky synonymně označují jako látky dvojlomné.
Světlo v anizotropní látce se chová, jako by v různých směrech mělo různé indexy lomu. Paprsek světla vstupující do látky se tak rozštěpí na dva (dvojlom): paprsek řádný (ordinární) a paprsek mimořádný (extraordinární). Paprsky podléhají tzv. řádnému resp. mimořádnému indexu lomu (značíme je {\displaystyle n_{o}} a {\displaystyle n_{e}}). Směry polarizace světla v těchto paprscích jsou navzájem kolmé.
V každém opticky anizotropním krystalu lze nalézt jeden nebo dva směry, v nichž se krystal chová jako izotropní látka (nenastává tedy dvojlom). Takový směr se nazývá optická osa či osa optické izotropie (značí se o). Ve všech ostatních směrech se krystal chová anizotropně – index lomu záleží na směru polarizace a dochází k dvojlomu. Látky s jednou optickou osou se nazývají opticky jednoosé. Látky se dvěma směry se nazývají opticky dvojosé.

## Indexy lomu

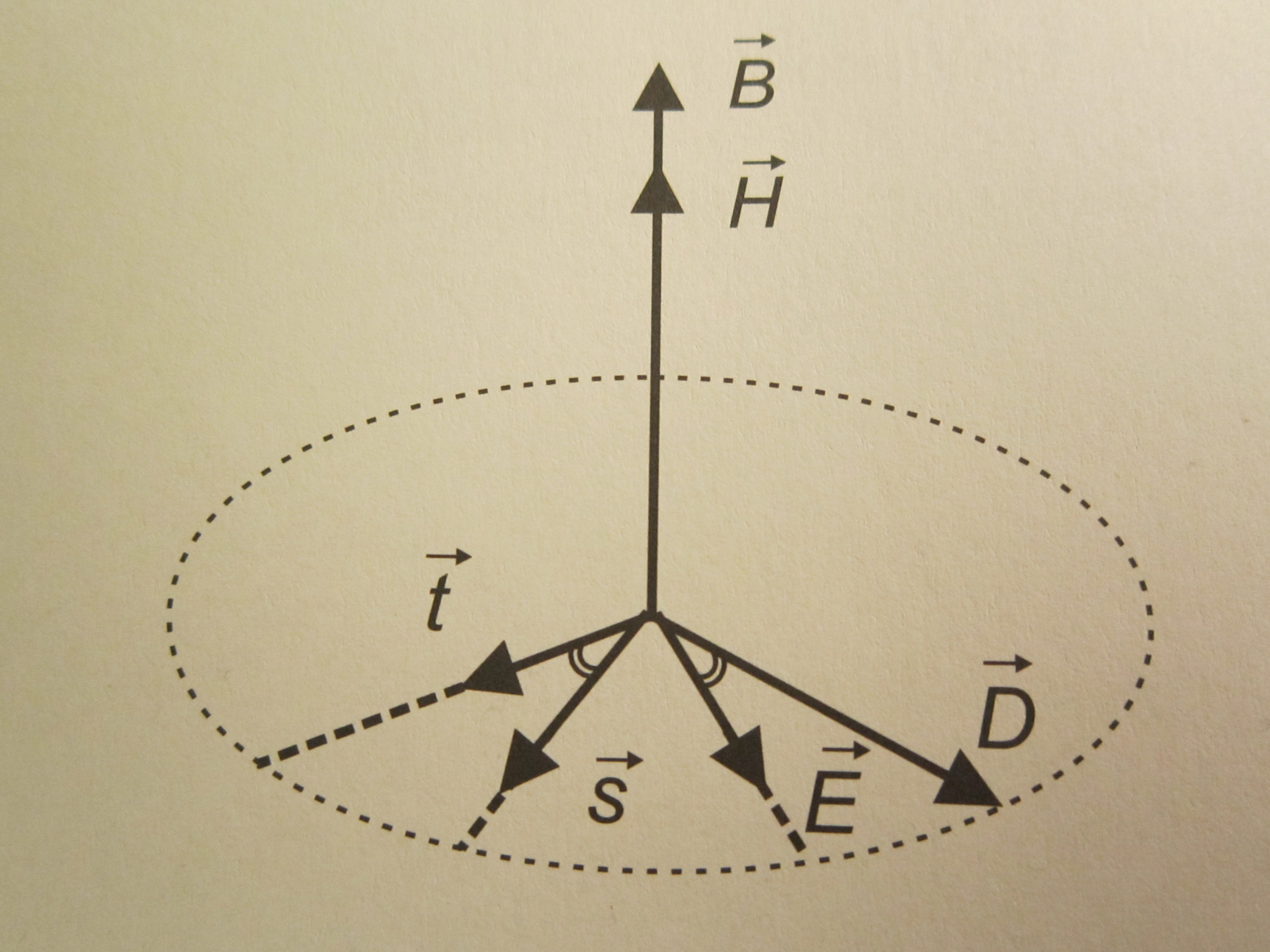
Směry elektrických a magnetických intenzit/indukcí, směr toku energie a směr přírůstku fáze vlny

V izotropních látkách platí jednoduchý vztah mezi elektrickou intenzitou {\displaystyle {\vec {E}}} a elektrickou indukcí {\displaystyle {\vec {D}}}.
{\displaystyle {\vec {D}}=\varepsilon {\vec {E}}}
Zde permitivita {\displaystyle \varepsilon } je skalárem ({\displaystyle \varepsilon } je jediné číslo) a vektory {\displaystyle {\vec {D}},{\vec {E}}} jsou rovnoběžné.
V anizotropních látkách {\displaystyle {\vec {D}},{\vec {E}}} rovnoběžné být nemusí a permitivita tak musí být popsána maticí (přesněji tenzorem 2. řádu). 
{\displaystyle {\overset {\leftrightarrow }{\varepsilon }}={\begin{pmatrix}\varepsilon _{11}&\varepsilon _{12}&\varepsilon _{13}\\\varepsilon _{21}&\varepsilon _{22}&\varepsilon _{23}\\\varepsilon _{31}&\varepsilon _{32}&\varepsilon _{33}\end{pmatrix}}}
{\displaystyle {\vec {D}}={\overset {\leftrightarrow }{\varepsilon }}{\vec {E}}}
Ze zákona zachování energie pro elektrického pole vyplývá, že tenzor permitivity je vždy symetrický a pro složky matice tak platí {\displaystyle \varepsilon _{ij}=\varepsilon _{ji}} (počet nezávislých čísel v matici je jen 6). Ze symetrie matice dle lineární algebry platí, že vlastní vektory matice jsou na sebe kolmé. Tyto vlastní vektory nazýváme hlavní osy (či hlavní směry materiálu). Pokud matici převedeme do báze hlavních směrů, dostaneme ji do diagonálního tvaru.
{\displaystyle {\overset {\leftrightarrow }{\varepsilon }}={\begin{pmatrix}\varepsilon _{1}&0&0\\0&\varepsilon _{2}&0\\0&0&\varepsilon _{3}\end{pmatrix}}}
Čísla na diagonále rozhodují o tom, jak se materiál chová. Pro izotropní látky jsou všechna tři čísla stejná a tenzor permitivity má tvar jednotkové matice násobené skalárem (což se dá zjednodušit, pokud jednotkovou matici vypustíme). Pokud se 2 z čísel rovnají, látka je jednoosá. Pokud jsou všechna tři různá, látka je dvojosá.
Pro případ jednoosých látek, kde se dvě z čísel na diagonále rovnají (třeba {\displaystyle \varepsilon _{1}=\varepsilon _{2}\neq \varepsilon _{3}}) platí pro relativní permitivitu {\displaystyle \varepsilon _{1r}} vztah
{\displaystyle \varepsilon _{1r}={\frac {\varepsilon _{1}}{\varepsilon _{0}}}=n_{o}^{2}}.
A pro mimořádný intex lomu {\displaystyle n_{e}} dostaneme 
{\displaystyle {\frac {\varepsilon _{1r}\varepsilon _{3r}}{\varepsilon _{3r}\cos ^{2}(\vartheta )+\varepsilon _{1r}\sin ^{2}(\vartheta )}}=n_{e}^{2}}
{\displaystyle \vartheta } je úhel mezi optickou osou a směrem šíření paprsku. Řádný index lomu {\displaystyle n_{o}} tak nezáleží na směru šíření paprsku, ale u {\displaystyle n_{e}} na něm záleží. Pro {\displaystyle \vartheta =0^{\circ }} máme {\displaystyle n_{e}^{2}=\varepsilon _{1r}=n_{o}^{2}\varepsilon _{1r}} a pro {\displaystyle \vartheta =90^{\circ }} máme {\displaystyle n_{e}^{2}=\varepsilon _{3r}}.
Vlnový vektor v závislosti na úhlu {\displaystyle \vartheta } tvoří elipsu. Při rotaci této elipsy kolem optické osy bychom dostali rotační elipsoid, který plně popisuje závislost {\displaystyle n_{e}} na směru šíření (rotační elipsoid má 2 osy stejně dlouhé). Pro dvojosé látky by se jednalo o obecný elipsoid, který má všechny tři osy jinak dlouhé.

## Příklady materiálů
Jednoosé materiály mají jednu optickou osu. Na optickou osu jsou kolmé ty hlavní směry krystalu, jejichž indexy lomu jsou shodné (osa je tak rovnoběžná s třetím hlavním směrem). Jedná se okrystalické látky s krystalografickou soustavou: klencovou, čtverečnou a šesterečnou.
U jednoosých materiálů také rozlišujeme, který index lomu je větší: řádný {\displaystyle n_{o}} či mimořádný {\displaystyle n_{e}}. Pokud je {\displaystyle n_{o}} větší, hovoříme o negativním typu jednoosé látky. Pokud je {\displaystyle n_{e}} větší, říkáme, že typ je pozitivní.
| látka   | chemické složení | {\displaystyle n_{o}} | {\displaystyle n_{e}} |
| ------- | ---------------- | --------------------- | --------------------- |
| křemen  | SiO2             | 1,544                 | 1,553                 |
| vápenec | CaCO3            | 1,658                 | 1,486                 |
| safír   | Al2O3            | 1,768                 | 1,760                 |
| led     | H2O              | 1,309                 | 1,313                 |
| KDP     | KH2PO4           | 1,507                 | 1,467                 |

V dvojosých látkách mají tři hlavní směry obecně tři různé indexy lomu a jedná se tak o nejobecnější případ šíření světla přes homogenní prostředí. Z krystalických látek se jedná o ty, které mají krystalografickou soustavu trojklonnou, jednoklonnou nebo kosočtverečnou.
| látka    | {\displaystyle n_{x}} | {\displaystyle n_{y}} | {\displaystyle n_{z}} |
| -------- | --------------------- | --------------------- | --------------------- |
| sádrovec | 1,520                 | 1,523                 | 1,530                 |
| slída    | 1,522                 | 1,582                 | 1,588                 |
| topaz    | 1,619                 | 1,620                 | 1,627                 |

## Anizotropie vzniklá vnějším působením
Opticky izotropní látka se může vnějším vlivem stát anizotropní. Pokud je vzorek látky vystaven mechanické deformaci, může to ovlivnit jeho optické vlastnosti, zejména pak index lomu v různých směrech. Toho se používá při kontrole vnitřního pnutí v materiálech. Kontrola spočívá v tom, že se vzorek prosvítí polarizovaným světlem a pozoruje se přes polarizátor. Tento efekt nazýváme elastooptický jev.
Působení vnějšího elektrického pole na index lomu je popsáno Kerrovým a Pockelsovým jevem. Oba jevy popisují vznik anizotropie indexu lomu v závislosti na přiložené intenzitě elektrického pole. Kerrův jev předpovídá kvadratickou závislost rozdílu indexů lomu {\displaystyle \Delta n=n_{e}-n_{o}} na elektrickém poli, zatímco v Pockelsově jevu je závislost lineární. V reálných materiálech se vyskytuje kombinace obou jevů zároveň. Analogickým jevem při působení magnetického pole je Cotton-Moutonův jev.